# Dworki (województwo warmińsko-mazurskie)
Dworki (niem. Drei Höfe, Dreihöfe) – osada w Polsce położona w województwie warmińsko-mazurskim, w powiecie elbląskim, w gminie Gronowo Elbląskie. W latach 1975–1998 miejscowość administracyjnie należała do województwa elbląskiego.
Miejscowość administracyjnie podlega pod sołectwo Oleśno.

## Położenie
Dworki położone są na Żuławach Elbląskich, około 17 km od Elbląga.

## Komunikacja i transport

### Transport drogowy
- 3 km od miejscowości przebiega droga krajowa : Grzechotki – Elbląg – Malbork – Kostrzyn

### Transport kolejowy
- Miejscowość położona jest na trasie linii kolejowej nr 204: Elbląg – Mamonowo
- Najbliższy przystanek kolejowy znajduje się 2 km od miejscowości, w Fiszewie: Fiszewo (przystanek kolejowy)

## Historia

### Demografia
| Dane historyczne                            | Dane historyczne | Dane historyczne |
| Rok                                         | Ludność          | Zm., %           |
| ------------------------------------------- | ---------------- | ---------------- |
| 1905                                        | 20               | –                |
| 2011                                        | 102              | 410%             |
| Tab. Zmiany ludnościowe miejscowości Dworki |                  |                  |

## Turystyka

### Trasy piesze
Przez Dworki przebiega pieszy szlak turystyczny:
- Szlak Żuławski: Gronowo Elbląskie – Jegłownik – Oleśno – Dworki – Fiszewo – Kolonia Stare Pole – Kikojty – Szlagnowo – Stare Pole

### Trasy rowerowe
Przez Dworki przebiega szlak rowerowy:
- Szlak rowerowy III: Stare Pole – Fiszewo – Dworki – Gronowo Elbląskie – Jegłownik – Wikrowo – Elbląg

## Gospodarka
- Wytwórnia Pasz PIAST Sp. z o.o.

## Społeczeństwo
Mieszkańcy wsi działają w Stowarzyszeniu Mieszkańców Wsi "Oleśno – wieś z pomysłem", które rewitalizuje sołectwo Oleśno oraz podejmuje inicjatywy kulturalne na terenie obu wsi.